# Arguru
Arguru è un singolo del produttore discografico e disc jockey canadese deadmau5. 
Secondo estratto dal terzo album in studio di Zimmerman Random Album Title, è stato scritto con il produttore Chris Lake. Il brano è stato scritto in memoria dello sviluppatore e musicista Juan Antonio Arguelles Rius, che era conosciuto appunto con il soprannome "Arguru". Il singolo di Zimmerman I Said, scritto sempre con Lake, utilizza la stessa melodia suonata in questo singolo.
Nel 2021, Zimmerman rilascia una versione rimasterizzata del singolo intitolata Arguru 2k19 nel decimo volume della serie di compilation We Are Friends.

## Tracce
Download digitale
1. Arguru – 7:10

Vinile
1. Arguru – 7:10
2. Arguru (Progression Mix) – 6:28
3. Arguru (EDX 5un5hine Remix) – 6:43